# Sijbrand (voornaam)

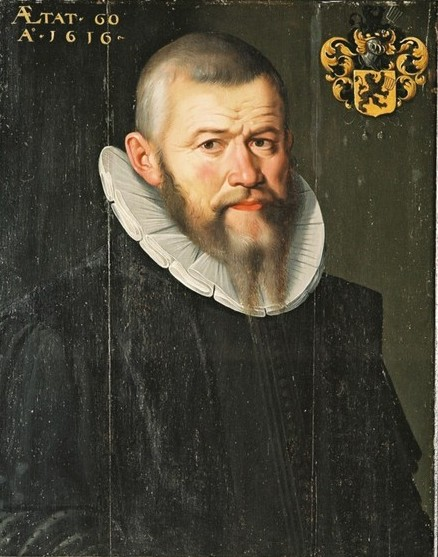
De calvinistische theoloog Sibrandus Lubbertus

Sijbrand is een Nederlandse jongensnaam, die samengesteld is uit de Germaanse elementen sigi- of sî- "zege, overwinning" en -brand "(vlammend) zwaard". De naam betekent dus ongeveer "overwinnend zwaard". Sijbrand komt, in verschillende varianten, voor in het Nederlandse, Nederduitse en Friese taalgebied.
Varianten in verschillende talen:
- Duits: Siegbrand, Sigbrand
- Fries: Sybrand, Sibrand (koosnamen: Sibe, Sibbe, Sippe, Seppe)
- Latijn: Sibrandus, Sybrandus
- Nederlands: Sijbrand, Siebrand

## Bekende naamdragers
- Meester Sibrand (fl. 1190), oprichter van het hospitaal van Akko, dat aan de basis lag van de Duitse Orde
- Sibrandus Lubbertus (ca. 1555 – 1625), Nederlands calvinistisch theoloog en professor aan de Universiteit van Franeker